# Charles Hulbert
Charles Hulbert (Manchester, Cheshire, 18 de fevereiro de 1778 — Hadnall, Shrewsbury, 9 de outubro de 1857) foi um empresário e escritor britânico.

## Biografia
Filho de Thomas Hulbert, de Hulbert Green, perto de Cheadle, Cheshire, nasceu em Manchester em 18 de fevereiro de 1778 e foi educado na escola de gramática de Halton, Cheshire.
Depois de aprender a tecer algodão, tornou-se gerente, com a idade de 22 anos, de uma grande fábrica de estampas em Middleton, perto de Manchester, e posteriormente começou a trabalhar com o seu irmão mais velho em Swinton, também perto de Manchester.  Em 1803, mudou-se para Shrewsbury e, juntamente com outros, arrendou algumas grandes fábricas em Coleham, nos arredores da cidade.
Candidatou-se, mas sem sucesso, à ordenação na Igreja de Inglaterra. Dedicou-se ao ensino na escola dominical e a outras actividades religiosas, dando aulas e realizando cultos na fábrica. Familiarizou-se com a Igreja Metodista de Shropshire e pregou, como convidado, em Wellington, Madeley e Coalbrookdale. Colaborou com Joseph Lancaster na construção de uma das suas escolas lancasterianas em Shrewsbury.
A pedido de William Wilberforce e de Henry Grey Bennet (que era então deputado de Shrewsbury), em 1808, elaborou um relatório sobre a gestão das fábricas, em resposta a uma afirmação feita no Parlamento de que as fábricas eram focos de vício. Pouco depois, recusou uma oferta para se mudar para São Petersburgo, que lhe foi feita, segundo consta, por um agente do imperador da Rússia.
Em 1813, com o declínio da sua atividade de fabricante de algodão, abriu uma livraria e uma tipografia em Shrewsbury, onde publicou um periódico intirulado Salopian Magazine (1815-1817) e imprimiu muitos pequenos livros, a maioria dos quais da sua autoria. Exerceu também a atividade de leiloeiro. Em 1825, desistiu do arrendamento da fábrica, devolvendo-a ao seu construtor John Carline.
Em 1827 construiu uma casa em Hadnall, perto de Shrewsbury, a que chamou Providence Grove, onde continuou a imprimir e a publicar os seus escritos. A sua casa ardeu, e a sua grande biblioteca foi destruída, a 7 de janeiro de 1839, mas conseguiu, através de uma subscrição pública e de um subsídio do Royal Literary Fund, reconstruir a sua residência e comprar uma anuidade. Morreu na sequência de um acidente vascular cerebral, em 7 de outubro de 1857, com 79 anos, e foi sepultado na igreja paroquial de Hadnall, onde o seu epitáfio fala de uma vida diversificada e útil.
Em 1805, casou com Anna, filha de Thomas Wood, proprietário do Shrewsbury Chronicle. O seu filho mais velho, Charles Augustus Hulbert (1804-1888), foi também escritor e contribuiu para a restauração da Igreja de All Hallows, em Almondbury. Dois outros filhos e uma filha faleceram precocemente.

## Obras
Entre as suas muitas obras, contam-se as seguintes:
- Candid Strictures ... on Thoughts on the Protestant Ascendency, Shrewsbury, 1807.
- Memoir of General Lord Hill, 1816.
- African Traveller, 1817.
- Museum Americanum or, Select antiquities, curiosities, beauties, and varieties, of nature and art, in America; compiled from eminent Authorities, Methodically Arranged Interspersed with Original Hints, Observations, &c. C. Hulbert, Shrewsbury, 1823.
- Museum of the World, 1822-6, 4 vols.
- Volcanic Wonders, and Scenes of Astonishment: Being Historic and Scientific Descriptions of the Volcanoes of the Azores, and a General View of Burning Mountains, in Various Parts of the Globe. C. Hulbert, Shrewsbury, 1827 (Edição digital).
- Christian Memoirs, 1832.
- Religions of Britain.
- History of Salop, 1837.
- Cheshire Antiquities, 1838.
- Manual of Shropshire Biography, &c., 1839.
- The Sunday Reader and Preacher, 1839–42.
- Biographical Sketches, 1842.
- Memoirs of Seventy Years of an Eventful Life, 1848–52.
- Of this autobiography he published an abridgment entitled The Book of Providences and the Book of Joys, 1857.

## References
1. ↑   Sutton, Charles William (1891). «Hulbert, Charles». In:  Lee, Sidney. Dictionary of National Biography. 28. Londres: Smith, Elder & Co [Memoirs mentioned above; Obituary of C. Hulbert, by C. A. Hulbert, 2nd edit. 1860; Manchester Guardian, 7 March 1888; Brit. Mus. Cat,]
2. 1 2 3 4 5  Dickins, Gordon (1987). An Illustrated Literary Guide to Shropshire. [S.l.]: Shropshire Libraries. p. 42. ISBN 0-903802-37-6
3. 1 2  de Saulles, Mary (2012). The Story of Shrewsbury. [S.l.]: Logaston Press. p. 141. ISBN 978-1-906663-681